# Sin retorno
Sin retorno es una serie de televisión colombiana realizada por Fox Telecolombia para RCN Televisión en 2008 .Donde se plantean situaciones fuera de lo común. La serie es vista los sábados en la noche. La serie consta de 40 capítulos, realizada en formato de cine grabada en HD con una sola cámara.
En ella se narra en una hora una historia de comienzo a fin, en la cual el protagonista toma una decisión que cambia drásticamente su vida o situación, sin que este pueda cambiar de parecer.

## Sinopsis
Hay momentos a los que nos conducen nuestros sueños, nuestras decisiones, nuestros actos y, sobre todo, nuestros errores. Son instantes en que el pasado o el presente se hace insostenible, en los que aquellos que nos rodean pueden ser amigos incondicionales o enemigos absolutos y en los que decidimos jugarnos el todo por el todo sin importar que con ello profundicemos en el error, arrasemos con los demás o nos juguemos la vida. Sin Retorno, donde nos jugamos la última y desesperada carta sin reflexionar ni tener certeza y mucho menos, respetar ninguna norma o principio. Donde todo depende de la necesidad, de las ansias de vivir y de la desesperación.
En Sin Retorno no hay tiempo ni espacio para retroceder, la acción transcurre en unos pocos lugares y en un tiempo que se comprime, acechando a los personajes. Los sucesos empujan a los protagonistas siempre más allá de lo que habían previsto. Las consecuencias de la decisión inicial son inesperadas. Es acción pura, suspenso, thriller. Durante la hora que dura cada episodio, el protagonista no sólo confirma que se ha precipitado, sino que comprueba que esa ansiedad lo acerca cada momento al abismo y que haga lo que haga o aparezca quien aparezca, terminará cayendo en él.

## Argumento
Una serie de 40 unicapítulos,, con tramas impactantes, realizadas en formato cine, con lo último en tecnología, bajo la dirección de los mejores directores cinematográficos del país y los actores más afamados de la televisión nacional e internacional. Emociones, incertidumbres, acciones al límite, reflejan una única certeza: un instante Sin Retorno marcará su vida. Los protagonistas drásticamente hacen cosas insospechadas, bordeando el límite de lo imperdonable.
Cristina Umaña, Marlon Moreno, Sebastián Martínez, Diego Cadavid, Karen Martínez, Diego Trujillo, Geraldine Zivic, Kathy Sáenz, Víctor Hugo Cabrera, Teresa Gutiérrez, Ricardo Vélez, Vicky Hernández, Carolina Gómez, Carlos Muñoz, Julián Román, Lorena Meritano, Andrés Juan, Fernando Solórzano, Humberto Dorado, Juan Sebastián Aragón, Andrea Guzmán, Edgardo Román, Ernesto Benjumea, Juan Carlos Vargas, Angélica Blandón, Julián Arango, Katherine Vélez, Luis Eduardo Arango, Nicolás Montero, Patrick Delmas y María Adelaida Puerta, son algunos de los actores que participan en “Sin Retorno”, una serie con los más altos y exigentes estándares de calidad que busca satisfacer las necesidades de los televidentes ávidos de nuevas propuesta televisivas.
Según Genoveva Rey, productora ejecutiva de FOXTelecolombia lo que hace diferente y atractiva a esta serie de las demás que existen en la televisión, es que además de ser unicapítulos, es decir historias que empiezan y terminan en el mismo momento, es una producción realizada en formato de cine, con cámaras HD (High Definition) y a una sola cámara. Esto hace que el seriado sea totalmente diferente para los televidentes.
"Además en Sin Retorno experimentamos todos los temas, sexo, droga, religión, violencia, maltrato familiar, entre otros. Se abarcan varios temas de la sociedad colombiana pero vistos desde otra perspectiva y para lo cual se desarrollaron guiones de todos los géneros dramáticos", indicó Rey.
La cámara registra plano a plano, como en una meticulosa producción y al mejor estilo de las series mundiales rodadas en lenguaje cinematográfico, las acciones que habitualmente la televisión abierta evita: personajes desbordantes viviendo altos niveles de intensidad casi sin aliento. En una era de globalización audiovisual, en la cual los contenidos tienden a combinar un tono cosmopolita con el ingrediente de identidad local, Sin Retorno se convierte en una producción contundente. Una serie con pocos actores, locaciones esenciales y reales, una dirección de fotografía impecable y una narrativa diferente.
La dirección de esta súper producción ha sido realizada por quienes en la actualidad son considerados algunos de los mejores exponentes del cine colombiano: Juan Felipe Orozco “Al final del espectro”, Felipe Martínez “Bluff!”, Carlos Moreno “Perro come Perro”, Ricardo Gabrielli “Cuando rompen las Olas”, Juan Carlos Beltrán, Camilo Matiz, George Peláez (premiados directores de comerciales en Latinoamérica); Lilo Vilaplana y Ricardo Sarmiento.
Los guiones de los episodios que conforman la primera temporada fueron elaborados por escritores del Canal RCN y Carlos Esteban Orozco, quien junto a su hermano, Juan Felipe Orozco, creó la historia de Al final del Espectro.
"Haber trabajado en Sin retorno fue el reto más duro e interesante al que me he enfrentado, son historias realizadas en corto tiempo, en pocas locaciones, con actores de primera línea junto a actores naturales, con un calidad excelente. Es un proyecto muy exigente y aunque tanto directores, como actores y parte técnica ya teníamos el bagaje que nos dejó Tiempo Final, serie realizada para FOX, este era un trabajo más grande, mejor escrito, con mayor calidad y presupuesto. A esto le pusimos más corazón y ganas, pues debíamos superar las expectativas de lo que ya habíamos hecho", dice Juan Felipe Orozco, director de cine colombiano.
Para mí fue una experiencia novedosa, si se tiene en cuenta que el proceso de consecución de los guiones tuvo un estrecho proceso interactivo entre director y guionista, lo que al final dio como resultado un excelente producto Expresó Julio Castañeda, guionista de Tacones
La producción de los 39 capítulos que componen esta nueva serie duró siete meses y cada capítulo se rodó durante cuatro días, en donde las jornadas de grabación en algunas ocasiones eran de día o totalmente de noche. Sin retorno narra en una hora una historia de comienzo a fin en la cual el protagonista toma una decisión que cambia drásticamente su vida o situación, sin que este pueda cambiar de parecer.
Sin retorno cuenta con un elenco que envidiaría cualquier producción nacional, en donde actores naturales o que están haciendo su primeros pintos en la televisión, tuvieron la oportunidad de debutar junto a actores de primera línea.
“Se incluyeron grandes actores como Teresa Gutiérrez, Pepe Sánchez y Kepa Amuchástegui, entre otros, junto actores jóvenes como Andrés Sandoval y José Manuel Chávez; y actores naturales, que aunque no tienen la experiencia en el medio, dieron lo mejor de sí durante el proyecto para estar a la altura de sus compañeros de set. Realmente gran parte de ellos nos sorprendieron gratamente durante el proceso, pues su trabajo fue muy bueno. Al final de las grabaciones muchos se acercaron a decirme que haber participado en la serie fue la experiencia más enriquecedora que han tenido ya que por cuatro días se entregaron totalmente a su personaje y a la historia”, afirmó Rey.
Las historias se desarrollan en todos los géneros dramáticos y van desde la comedia, hasta el drama pasando por el suspenso y el policíaco. En algunos casos, la serie está basada en hechos de crónica. En otros, los guionistas se han inspirado en el titular de un periódico, en historias que han presenciado y en fragmentos de vida.
En todos los capítulos, los personajes optarán por un rumbo que los llevará a no medir las consecuencias de sus actos, a ignorar la posibilidad del arrepentimiento, para emprender ese viaje que hará que no sean los mismos de antes, por eso el destino puede cambiar, pero el precio que se pagará será muy alto. Huir no será una opción, adivinar las consecuencias será imposible, buscar las causas será una ilusión. Una decisión, incluso la más inocua, hará virar el destino para siempre.
Para sus autores, directores y productores, Sin Retorno será la oportunidad de ofrecer un producto de calidad correspondiente a las nuevas tendencias de la audiencia, entendiendo que hay espectadores que buscan y valoran una forma diferente de hacer ficción.

## Primera temporada
Esta temporada consta de 40 capítulos emitiéndose a partir de octubre de 2008:
| Número | Nombre                        | Protagonistas | Fecha de Emisión                |
| ------ | ----------------------------- | --- | ------------------------------- |
| 01     | Cruces                        | Diego Cadavid (Daniel), Cristina Umaña (Eva), Ramsés Ramos (Paramédico) y Arnold Cantillo (León). | Emitido 4 de octubre de 2008    |
| 02     | Tumbas de la Colina           | Julieth Restrepo (Susana), Natalia Jerez (Lina), Patrick Delmas (Samuel), y Roberto Cano (Luis). | Emitido 11 de octubre de 2008   |
| 03     | Los Espectadores              | Daniel Rocha (Gerardo), Ricardo Vélez (Raúl), Santiago Rodríguez (Germán), Andrés Suárez (Camilo), Karen Martínez (Marcela), Isabela Córdoba (María) y Michelle Sarmiento (Patricia).                                     | Emitido 18 de octubre de 2008   |
| 04     | Testigo Ocular                | Adriana Arango (Ana), Salvador del Solar (Rafael), Héctor García (Leopoldo), Vilma Vera (Mariela) y Johanna Uribe (Sara).                                                                                                 | Emitido 25 de octubre de 2008   |
| 05     | Madre no hay sino una         | Rosita Alonso (Clara), Orlando Valenzuela (Henry), Johanna Bahamón (Andrea), Andrés Sandoval (Andrés), Gerardo de Francisco (Ricardo), Laura Ramos (Patricia) y Jorge Soto (Simón).                                       | Emitido 1 de noviembre de 2008  |
| 06     | Los Ejecutivos                | Javier Delgiudice (Julián), Federico Lorusso (Miguel), Andrés Juan (Daniel), Marisol Romero (Diana), Marilyn Patiño (Patricia) y Gastón Velandia (César).                                                                 | Emitido 8 de noviembre de 2008  |
| 07     | Tacones                       | Edgardo Román (Inspector), Sebastián Martínez (Marcelo), Héctor de Malba (Carlos Ceballos), Florina Lemaitre (Claudia), Juan Sebastián Aragón (Malcom), Carolina Sepúlveda (Zory) y Ana Soler (Verónica)                  | Emitido 22 de noviembre de 2008 |
| 08     | Muerte en el Convento         | Marisol Romero (Leticia), Vicky Hernández (Elisa), Sandra Mónica Cubillos (Idalí), Erika Vélez (Mónica) y Marcela Posada (Luz Amparo).                                                                                    | Emitido 29 de noviembre de 2008 |
| 09     | Plan Perfecto                 | Carlos Muñoz (Marcos), Julián Román (Juan), Lorena Meritano (Verónica), Rafael Uribe (Hugo), Harold Córdoba (El Mono), Ana María Sánchez (Julia), Humberto Arango (Barman), Inés Correa (Lucía) y Rey Vásquez (Vicente).  | Emitido 6 de diciembre de 2008  |
| 10     | Nadie Sabe para Quién Trabaja | Sebastián Martínez (Martín), Alejandro López (Gildardo), Víctor Hugo Cabrera (Jaime) y Rafael Martínez (Vargas). | Emitido 13 de diciembre de 2008 |
| 11     | La Muerte Comienza en Casa    | Carolina Gómez (Ángela), Cristina Campuzano (Lucía), Ernesto Benjumea (Psicólogo), Luís Fernando Bohórquez (Antonio), Morris Bravo (Santos), Adriana Betancour (Patricia) y Pilar Gómez (Secretaria).                     | Emitido 20 de diciembre de 2008 |
| 12     | Negocio entre Hermanos        | Manuel José Chávez (Lucas), Juan Carlos Vargas (Carlos), Humberto Arango (Don Milton), Daniel Rocha (Albeiro), Héctor Manuel Cruz (Jerson), Ricardo Riveros (Raúl) y Paulo Castro (Buñuelo).                              | Emitido 27 de diciembre de 2008 |
| 13     | La Venganza de Sofía          | Geraldine Zivic (Patricia), Luis Fernando Bohórquez (Carlos), Noelle Schonwald (Sofía), Miguel Alfonso Murillo (El Brujo) y Myriam de Lourdes (Mamá).                                                                     | Emitido 3 de enero de 2009      |
| 14     | El Humo                       | María Adelaida Puerta (Manuela), Diego Trujillo (Sandro), Elkin Díaz (Borracho), Gastón Velandia (Martín), Stefanía Borge (Ana), Guido Molina (Manacho), Mario Parra (Sáenz) y Julio Enrique Suárez (Hombre Banano).      | Emitido 10 de enero de 2009     |
| 15     | La Deuda                      | Geraldine Zivic (Laura), Xilena Aycardi (Irene), Roberto Escobar (Guillermo), Carlos Serrato (Fernando), Juan Miguel Marín (Tito), Elkin Correa (Abogado) y Jairo Sanabria (Policía).                                     | Emitido 17 de enero de 2009     |
| 16     | 3 Mil Gramos                  | Angélica Blandon (María), Andrés Sandoval (Hugo), Felipe Cano (Guardián) Fernando Solórzano (Simón) Néstor Alfonso Rojas (Edmundo) y David Noreña (Gustavo).                                                              | Emitado 24 de enero de 2009     |
| 17     | El Eco                        | Manuel José Chaves (Júnior), Diego León Hoyos (Bernardo), Luis Eduardo Arango (Lucas), Christian Tappan (Profesor), Julio Echeverry (Javier), Mauricio Álvarez (Policía 1) y Omar Pérez (Caliman).                        | Emitido 31 de enero de 2009     |
| 18     | El Purgatorio                 | Kathy Sáenz (Malena), Juan Carlos Vargas (Ricardo), Ana María Kamper (Mamá), Ángela Vergara (Raquel) y Sebastián Boscan (Alfredo).                                                                                        | Emitido 7 de febrero de 2009    |
| 19     | La Informante                 | Patricia Vásquez (Silvia), Connie Camelo (Angélica), Marlon Moreno (Mendoza), Manuel Sarmiento (Ramón), Víctor Rodríguez (Guevara), Juan Manuel Lenis (Roberto), Ignacio Hijuelos (Domínguez) y José Luis García (Jairo). | Emitido 14 de febrero de 2009   |
| 20     | Trío de Celos                 | Juan Pablo Shuk (Omar), Juan Sebastían Aragón (Juan), Andrea Guzmán (Sol) y Andrés Suárez (Gabriel). | Emitido 21 de febrero de 2009   |
| 21     | Mal perdedor                  | Rolando Tarajano (Guillermo), Santiago Alarcón (Rubén) y Marlon Moreno (Élicer Medina). | Emitido 7 de marzo de 2009      |
| 22     | El Barrendero                 | Ana Lucía Domínguez (María), Victor Hugo Cabrera (Gabriel), Alfonso Ortiz (Slinge), Julián Díaz (Pedro) y Vilma Vera (Mama María).                                                                                        | Emitido 8 de marzo de 2009      |
| 24     | El vecino                     | Luis Fernando Hoyos (Mauricio), Manuel José Chávez (Andrés) y Indhira Serrano (Sandra). | Emitido 5 de abril de 2009      |
| 25     | Casilla 34                    | Gerardo Calero (Miguel Ibarra), Claude Pimont (Arturo), Susana Torres (Mónica), Néstor Alfonso Rojas (Camilo) y Lucas Velásquez (Daniel Ibarra).                                                                          | Emitido 11 de abril de 2009     |
| 26     | El Último Show                | Adriana Campos (Electra), Humberto Dorado (Rodrigo) y Consuelo Luzardo (Verónica Castro). | Emitido 12 de abril de 2009     |
| 26     | Heroína                       | Carolina Cuervo (Paula), Jennifer Leibovici (Mujeri), Juan Pablo Raba (Diego), Katherine Vélez, (Perla), Jorge Herrera (actor) (Enrique) y Pablo Trujillo G. (Sebastián).                                                 | Emitido 18 de abril de 2009     |
| 27     | Caso 121                      | Luis Fernando Hoyos (Harold), Manuel Sarmiento (Samuel), Laura Ramos (Ángela) y María Cecilia Sánchez (Juliana). | Emitido 19 de abril de 2009     |
| 28     | Una Nueva Acompañante         | Luis Fernando Hoyos (Gonzalo), Carolina Gómez (Marcela), Carlos Serrato (Simón), Adriana Silva (Diana), Alejandro Buenaventura (Joaquín Valenzuela), Juan Carlos Arango (Roberto) y Óscar Mauricio Rodríguez (Sebastián). | Emitido 3 de mayo de 2009       |
| 29     | Una Vida Distinta             | Valentina Acosta (Lucía), Fernando Solorzano (Ebrado), Andrés Suaréz (Pablo), Harold Córdoba (Guardaespaldas 1) y Ramses Ramos (Guardaespaldas 2).                                                                        | Emitido 9 de mayo de 2009       |
| 30     | El Final                      | Margarita Muñoz (Vanessa), Juan Sebastián Calero (Julián), Teresa Gutiérrez (Virginia) y Gustavo Angarita (Sigifredo). | Emitido 10 de mayo de 2009      |
| 31     | Carta de Persecución          | Manuel Cabral (Gerardo), Pepe Sánchez (Armando), Kepa Amuchastegui (Juancho), Oscar Borda (Gonzaléz) y Juan Carlos Serrano (Policía).                                                                                     | Emitido 16 de mayo de 2009      |
| 32     | Los Ojos                      | Mónica Lopera (Paulina), Javier Echevarria (Efraín), Alejandra Sandoval (Jackeline) y Jaime Sánchez (Claudio). | Emitido 17 de mayo de 2009      |
| 33     | Tóxico                        | Oscar Borda (Ignacio), Julián Caicedo (Periodistas), Nataly Umaña (Martha), Giovanny Álvarez (Presentador) y Alberto Arango (Lotería).                                                                                    | Emitido 23 de mayo de 2009      |
| 34     | Mercaderes de la Muerte       | Marlon Moreno (Roa), Álvaro Rodríguez (Antonio), Javier Gardeazábal (Rubén), Álvaro García (Giraldo) y Jorge Hirofumi (Comprador).                                                                                        | Emitido 24 de mayo de 2009      |

## Elenco
Los elencos rotativos están compuestos por una selección de los más relevantes talentos entre los que se destaca la participación de prestigiosos actores y actrices latinoamericanos.
Estos son los actores que participaron en cada uno de los episodios de Sin Retorno, los cuales se están emitiendo actualmente:
| Elenco                  | Elenco                 | Elenco                |  |
| ----------------------- | ---------------------- | --------------------- |  |
| Cristina Umaña          | Marlon Moreno          | Andrés Juan           |  |
| María Adelaida Puerta   | Margarita Muñoz        | Johanna Uribe         |  |
| Diego Cadavid           | Sebastián Martínez     | Fernando Solórzano    |  |
| Diego Trujillo          | Geraldine Zivic        | Humberto Dorado       |  |
| Kathy Sáenz             | Víctor Hugo Cabrera    | Karen Martínez        |  |
| Teresa Gutiérrez        | Ricardo Vélez          | Juan Sebastián Aragón |  |
| Vicky Hernández         | Carolina Gómez         | Lorena Meritano       |  |
| Carlos Muñoz            | Julián Román           | Andrea Guzmán         |  |
| Edgardo Román           | Ernesto Benjumea       | Juan Carlos Vargas    |  |
| Angélica Blandón        | Julián Arango          | Katherine Vélez       |  |
| Diego León Hoyos        | Luis Eduardo Arango    | Manuel José Cháves    |  |
| Nicolás Montero         | Oscar Borda            | Patrick Delmas        |  |
| Carolina Cuervo         | Ángela Vergara         | Elkin Díaz            |  |
| Florina Lemaitre        | Gerardo Calero         | Gerardo De Francisco  |  |
| Ana María Kamper        | Gustavo Angarita       | Connie Camelo         |  |
| Diana Ángel             | Helena Mallarino       | Juan Pablo Raba       |  |
| Mónica Lopera           | Natalia Jerez          | Kepa Amuchastegui     |  |
| Carlos Serrato          | Valentina Acosta       | Waldo Urrego          |  |
| Roberto Cano            | Xilena Aycardi         | Consuelo Luzardo      |  |
| Noelle Schonwald        | Orlando Valenzuela     | Pepe Sánchez          |  |
| Salvador Del Solar      | Álvaro Rodríguez       | Marcela Agudelo       |  |
| Luis Fernando Hoyos     | Héctor García          | Ana Lucía Domínguez   |  |
| Alejandro López         | Juan Manuel Lenis      | Estefanía Gómez       |  |
| Rolando Tarajano        | Alejandro Buenaventura | Roberto Escobar       |  |
| Laura Ramos             | Julio Echeverry        | Joavany Álvarez       |  |
| Héctor De Malba         | Manuel Sarmiento       | Alfonso Ortiz         |  |
| Alberto León Jaramillo  | Adriana Arango         | Cristina Campuzano    |  |
| Erika Vélez             | Christian Tappan       | Adriana Silva         |  |
| Javier Delguidiuce      | Santiago Alarcón       | Julián Díaz           |  |
| Álvaro García           | Alberto Arango         | Marisol Romero        |  |
| Adriana Campos          | Julieth Restrepo       | Ana Soler             |  |
| Santiago Rodríguez      | Andrés Suárez          | Rosita Alonso         |  |
| Claude Pimont           | Jaime Santos           | Daniel Rocha          |  |
| Harold Córdoba          | Jorge Herrera          | Lucas Velásquez       |  |
| Indhira Serrano         | Carolina Sepúlveda     | Andrés Sandoval       |  |
| María Cecilia Sánchez   | Javier Echevarria      | Juan Sebastián Calero |  |
| Jorge Soto              | Marilyn Patiño         | Nataly Umaña          |  |
| Rafael Uribe            | Humberto Arango        | Johanna Bahamón       |  |
| Juancho Arango          | Estefanía Borge        | Manuel Cabral         |  |
| Luis Fernando Bohórquez | Ramsés Ramos           | Juan Pablo Shuk       |  |
| Patricia Vásquez        | Marcela Posada         | Alejandra Sandoval    |  |
| Myriam De Lourdes       | Julián Caicedo         | Jennifer Leibovici    |  |
| Juan Carlos Serrano     | Jorge Herrera          | Néstor Alfonso Rojas  |  |
| David Noreña            | Susana Torres          | Stefanía Gómez        |  |
| Andrés Parra            | Jairo Camargo          | Cristian Quezab       |  |

## Capítulos
3
- 1. La beca
- 2. Los fantasmas del DAS
- 3. La pócima
- 4. Anomalía perfecta
- 5. El gran robo
- 17. Obsesión
- 38. Especial de infestado

## Directores
La dirección de esta súper producción ha sido realizada por quienes en la actualidad son considerados algunos de los mejores exponentes del cine colombiano.

### Carlos Moreno
Director de cine, músico y Comunicador Social; Moreno cuenta con un Magíster en Narrativa Audiovisual y una amplia experiencia como director y montajista de documentales, videos de creación y experimentales, piezas publicitarias, videoclips, y cortometrajes. Moreno, es director y guionista del filme Perro come perro, su ópera prima, ganador de la convocatoria del Fondo para el Desarrollo Cinematográfico 2004 y 2007. Sus primeros pasos en dirección empiezan con Chamberlain (1992) para continuar en 1994 con Apocalipsis, Cali rock, Besacalles y Rubén Darío, el poeta de la triste figura, los videoclips Amor negro de Secra, La vida gira en espiral y Muerte bruja de Dr. Faustus y el video experimental Aaaaa. Profundizó sus conocimientos en montaje audiovisual con Urbania (documental, 1993) y el experimental Circuito cerrado (1994). Dirigió los documentales Cemento, Asfalto, Cal y Rock y Aterciopelados, apuntes para una crónica y varios videoclips como Mil demonios de Secra, Visitors, Llum de gas de Les pellofes radioactives y el experimental Farewell.
Entre 1999 y 2000 fue asistente de dirección y montajista del premiado corto Alguien mató algo de Jorge Navas y luego realizó Fin de un mundo y el videoclip Bella chica de Marlon Moreno, estuvo a cargo además del montaje de una gran cantidad de videoclips. Moreno ha creado y dirigido numerosos proyectos para canales culturales y privados de la televisión Colombiana, al mismo tiempo que desarrolla proyectos académicos y de investigación en diferentes instituciones. En 2007 en El Salvador finalizó junto a Gerardo Muydshondt el documental Uno, la Historia de un Gol. Moreno es además uno de los directores de Sin Retorno y de la segunda temporada de Tiempo Final, para Fox Telecolombia. El Consejo Nacional de las Artes y la Cultura en Cinematografía de Colombia, CNACC, escogió por unanimidad el largometraje Perro Come Perro, para representar a nuestro país en los Premio Óscar de la Academia 2009.

### Riccardo Gabrielli
Gabrielli nació en Alemania, de padre italiano y madre colombiana, se crio en los Estados Unidos y Colombia. Estudió cine, guion y actuación en la Universidad de California, en Los Ángeles, donde realizó más de 20 cortometrajes que han sido proyectados en diversos circuitos de festivales internacionales. En su estancia en los Estados Unidos, Gabrielli trabajó en Hollywood con aclamados directores como John Woo y participó en la producción de películas como "Windtalkers", "Blow" y "Coronado" y paralelamente, realizó campañas publicitarias para cadenas internacionales de TV.
En 2006 estrenó su ópera prima, el filme “Cuando rompen las Olas”, una propuesta diferente enmarcada en las historias de amor, la aventura y los sueños por cumplir. El largometraje tuvo un exitoso preestreno en el marco del Festival de Cine de Bogotá, fue una verdadera revelación por su magnífica factura, posproducción y excelente fotografía y recibió el reconocimiento del Ministerio de Cultura dentro del programa de incentivos cinematográficos. El filme estuvo presente en los festivales de cine de Chicago, Río de Janeiro, Shanghái y Nueva York. Gabrielli ha sido uno de los directores de Tiempo Final, en sus dos temporadas, producidas por FoxTelecolombia.

### Felipe Martínez
Martínez estudió cine y televisión en la Escuela superior de Artes y espectáculos de Madrid (TAI) y tiene amplia experiencia en los diferentes campos de producción audiovisual como guionista, realizador y editor. Durante su estancia en Madrid realizó el cortometraje “Ticket”, al que le siguió “Club”, un trabajo rodado en 16 mm. por el que Martínez recibió el premio del jurado del “IV Encuentro de realizadores jóvenes Sin Formato”, que se realizó en Bogotá en 2001. Posteriormente realizó Siguiente por Favor, un cortometraje de 3 minutos en video, emitido en el programa de televisión Entrada Libre, del canal local de Madrid, Localia.
Martínez dirigió “Low Batt” cinta ganadora en las categorías de Mejor cortometraje y Mejor actor en los Premios In Vitro Visual 2004, fue además asistente de dirección en el corto Carla de Amaya Sumpsi. Meses antes de regresar a Colombia, Martínez dirigió el tráiler del filme “Control Z”. Ya en el país, fue libretista de los reality shows “Expedición Robinson Ecuador”, “¿Ya vamos a llegar?” y del programa “Pasapalabra”. Fue asistente de dirección y editor en Laberinto Producciones, donde afianzó sus conocimientos como director y editor. Realizó varios comerciales para TV y su ópera prima “Bluff”, largometraje ganador de la Convocatoria del Fondo para el Desarrollo Cinematográfico 2005 en producción y posproducción. Este filme ganó el Premio de la Audiencia 2007 en el festival de cine de Miami y se presentó en "Todos los cines del Mundo" en el festival de Cannes 2007. Martínez fue editor del cortometraje “Leída” de Jorge Valencia y dado conferencias sobre el trabajo de guiones. Martínez ha sido uno de los directores de Tiempo Final, en sus dos temporadas, producidas por FoxTelecolombia.

### Juan Felipe Orozco
Nació en Medellín, Colombia en 1978; rápidamente demostró su enorme inclinación por el cine. A sus 13 años hizo sus dos primeros cortometrajes llamados “PAVOMAN”, y “LA MUERTE DE JASON 5”, donde pudo mostrar su habilidad y talento para contar historias con la cámara. En 1996 comienza sus estudios en Diseño gráfico en la Universidad Pontificia Bolivariana donde su trabajo es ampliamente reconocido por su gran habilidad creativa y técnica con la imagen digital y audiovisual. Durante este periodo Juan Felipe realiza una gran cantidad de cortometrajes académicos por los que recibe varios premios académicos y culturales. En el 2003 realiza el cortometraje de cine fantástico “ANIMA”, un ambicioso proyecto que mezclaba acción en vivo y animación por computadora, donde Juan Felipe mostró sus amplios conocimientos en postproducción y nuevas tecnologías.
En 2004 funda la compañía PALOALTO FILMS junto con un grupo de colegas y realizan AL FINAL DEL ESPECTRO, la ópera prima de Juan Felipe como Director y Escritor, un film de suspenso protagonizado por Noelle Schonwald y que logra ser un éxito en taquilla en Colombia, captando la atención de productores del mundo entero. Actualmente Juan Felipe es representado por la CAA (Creative Artist Agency), y se encuentra trabajando en un gran número de proyectos como Director, productor y Escritor, entre los que se encuentra la realización en 2008 del Remake para los Estados Unidos del film AL FINAL DEL ESPECTRO por las compañías Vértigo Entertainment y Universal Pictures, la cual será dirigida por Juan Felipe y protagonizada por la Actriz Nicole Kidman quien también será productora del film. Juan Felipe trabajó para la productora FOX Telecolombia en la primera temporada de la serie Tiempo Final que emitió FOX y actualmente está rodando su nueva película “Saluda al diablo de mi parte”.

### Camilo Matiz
Conocido como uno de los más innovadores y creativos directores del mercado publicitario en Colombia. Camilo inicia su carrera después de ganar una beca de fotografía en Estocolmo. Mientras estuvo en Europa trabajo como cineasta para clientes como Ericson, Telecom, No Picnic Design.
Camilo se posiciona con su juventud y alto profesionalismo como uno de los mejores directores latinoamericanos. Cannes, Fiap, London International Awards, Ojo de Iberoamérica, Nova y Festival del Caribe son algunos de los premios que hablan del nivel estético y conceptual de cada pieza realizada por este joven director colombiano.

### Juan Carlos Beltran
A partir de su primer trabajo como corresponsal gráfico de Geomundo confirma su pasión por hacer cine. Con unos documentalistas soviéticos adquiere la experiencia que le permitirá más adelante trabajar como asistente de dirección y editor de documentales y películas. Encontró su primera afinidad con las cámaras y la dirección de fotografía, se desempeñó como camarógrafo en documentales y muy temprano comenzó como director de fotografía de medio metrajes. La fortuna lo premia como la mejor fotografía en un festival en Suecia de cine independiente y durante los años siguientes se destaca como uno de los directores de zoografía más importantes en Colombia, su pasión por expresar, lo lanza a la dirección y en ese momento la publicidad era la única forma de estar cerca de las cámaras y la película. A partir de este momento su carrera ha sido un triunfo tras otro, por esta misma razón, la publicidad no le ha permitido dedicarse de lleno a la dirección dramatúrgica la cual lo apasiona.
Premios como el cóndor de oro de la publicidad, en tres ocasiones ha ganado en el Festival de publicidad del Caribe. Su último premio fue el nova de plata por la campana del referendo y el mejor director en el último ojo de Iberoamérica. Actualmente trabaja en su productora de comerciales. Es considerado por el mundo de la publicidad como uno de los mejores directores de comerciales de Colombia y de Latinoamérica.

### Ricardo Sarmiento
Ricardo Sarmiento estudió dirección escénica en Italia y cinematográfica en Inglaterra. La dirección de actores ha sido uno de sus mayores intereses, realizando más de 12 montajes teatrales y una ópera lírica. En 1995 se vincula a la televisión, escribiendo con Bernardo Romero Pereiro algunas series. En 1997 trabaja como guionista de Telecolombia y en 1998 de Producciones Punch donde, además, dirige “Un grito en el silencio” y “Doble Moral”. Fue docente de la Escuela Nacional de Arte Dramático y de la Universidad Nacional. En la actualidad tiene un proyecto cinematográfico en preproducción.

### George Peláez
Con su carrera en el negocio cinematográfico extendiéndose a más de 20 años, Peláez inicio en Nueva York como editor de películas para que en 1992 inaugure la productora Ilumina Films, la que se ha destacado alrededor del planeta. Sus proyectos lo han llevado alrededor del mundo, desde India hasta Argentina, y hasta a la grabación de un comercial de una aerolínea en toda Francia.
George ha ganado el prestigioso León de Cannes y dos Clios entre otros numeroso premios en reconocimiento a sus trabajos en comerciales de televisión. Un solucionador de problemas y un maestro contando historias, continúa siendo una fuerza creativa viable a escala internacional.